# 本橋麻里

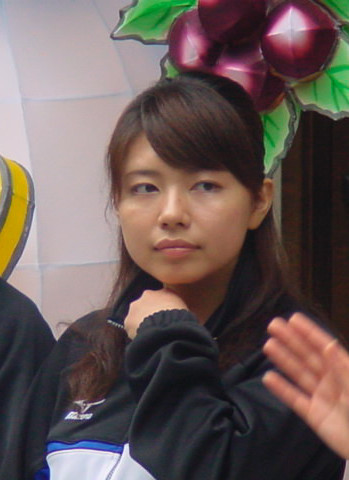
本橋麻里（右），2006年

本橋麻里（日语：／ Motohashi Mari */?，1986年6月10日—），出生於日本北海道北見市（原常呂郡常呂町），日本女子冰壺運動員，身高160cm，體重60kg，血型為A型，外號Mari-Rin（マリリン）。青森明之星短期大学、日本體育大學毕业，同時隸屬於NTT LEARNING SYSTEMS株式會社。

## 生涯簡介
- 12歲的時候，受常呂冰壺協會首任會長小栗裕司誘導下開始參與冰壺運動。
- 2005年曾經暫代因傷休養的目黑萌繪擔任主將，結果所屬的Team青森獲得第二名。
- 同年11月23日舉行的都靈冬季奧運會日本女子冰壺代表隊選拔賽，結果獲勝，成功首次參加奧運會。
- 2006年都靈冬季奧運會女子冰壺比賽中首次亮相奧運賽場，最終日本代表隊名列第七。
- 同年12月17日舉行的冰壺世錦賽日本女子冰壺代表隊選拔賽中再度以3勝2敗的戰績獲勝。
- 2007年世界大學生冬季運動會獲得第三名，同年舉行的世錦賽獲得第八名。
- 2007年7月與NTT LEARNING SYSTEMS株式會社簽下三年選手合約。
- 2008年4月入讀日本體育大學。
- 2009年的溫哥華冬季奧運會日本女子冰壺代表隊選拔賽再度獲勝，再度獲得奧運參賽資格。
- 自己本身非常喜歡打羽毛球，成為了冰壺以外的興趣。

## 高度評價
由於本橋麻里本身擁有美麗的臉孔及獨特的氣質，因而備受各界關注；更因此獲得「日本冰壺界第一美女」之稱號。
而在溫哥華冬季奧運會開幕後推出個人寫真集，即掀起搶購熱潮，更幾乎全數沽清。

## 重要戰績
- 奧運會
  - 2006年（意大利都靈）：第七名
  - 2010年（加拿大溫哥華）：第八名
  - 2018年（韓國平昌）：第三名
- 冰壺世錦賽
  - 2007年：第八名
  - 2008年：第四名

## 外部連結
- 本橋麻里 Official Web Site
- MariLog（公式部落格）
- NOWnews 酷似潘曉婷　日本冰壺第一美女本橋麻里 （页面存档备份，存于）
- 騰訊體育：日本冰壺選手因美貌大受關注 （页面存档备份，存于）
- 香港商報：中日冰壺美女人氣高 露清麗容顏豔照冰場[永久]